# Горан Љубоја
Горан Љубоја Трут (Београд, 1966) српски је бубњар.

## Биографија
Рођен је 1966. године у Земуну. Професионалну музичку каријеру започео је почетком осамдесетих година, а у периоду од 1990. до 2011. године био је бубњар бенда Рамба Амадеуса. Паралалено са ангажманом у бенду свирао је са познатим џез музичарима из Београда и у бенду E-Play, чији је члан званично постао након изласка из бенда Рамбо Амадеус 2012. године. Након поновног окупљања бенда Бабе, Трут је постао нови бубњар и у овом бенду.

## Дискографија

### Инструмент и перформанс
- Рамбо Амадеус — Психолошко пропагандни комплет М-91 (1991)
- Рамбо Амадеус — Курац, пичка, говно, сиса (1993)
- Разни извођачи — Plato Jazz & Blues Festival 8., 9., 10. IX '94 (1994)
- Рамбо Амадеус — Музика за децу (1996)
- Рамбо Амадеус — Титаник (1996)
- Рамбо Амадеус и Мирослав Савић — Метрополис Б (1998)
- Рамбо Амадеус — Don't Happy, Be Worry (2000)
- Раде Рапидо Радарес и Бендарес — Камо сјутра, на песми Маховина (2001)
- Рамбо Амадеус — Боље једно вруће пиво него четири 'ладна (2002)
- Рамбо Амадеус — Опрем добро (2005)
- Рамбо Амадеус — Хипишизик метафизик (2008)
- Рамбо Амадеус и Mutant Dance Sextet — У Дому синдиката (2011)
- — Обични људи (2013)
- — Слобода (2018)

### Текст и аранжман
- Рамбо Амадеус — Титаник (1996)
- Рамбо Амадеус — Музика за децу (1996)
- Рамбо Амадеус — Хипишизик метафизик (2008)
- — Слобода (2018)